# HK Dmitrow
HK Dmitrow (ros. ХК Дмитров) – rosyjski klub hokejowy z siedzibą w Dmitrowie.
Klub został założony w 2002. Od 2005 drużyna występowała w rozgrywkach Wyższej Ligi. Od 2008 do 2009 trenerem drużyny był Andriej Sidorienko. W 2009 działalność seniorskiego zespołu została zawieszona. Prowadzona przez klub juniorska ekipa pod nazwą Krylja Sowietów rozpoczęła występy w rozgrywkach Młodzieżowej Hokejowej Ligi B. Trenerem MHK był Anatolij Stepanyszczew.
W MHL-B drużyna grała do 2015. W 2015 klub poczynił starania o przyjęcie do rozgrywek Wyższej Hokejowej Ligi i w sezonie WHL 2015/2016 występowała drużyna pod nazwą Zwiezda-WDW Dmitrow. Po jej usunięciu z rozgrywek w listopadzie 2015 w sezonie 2016/2017 zespół powrócił do uczestnictwa w rosyjskiej drugiej klasie juniorskiej, przemianowanej z MHL-B na NMHL.